# Beharrlichkeit
Beharrlichkeit bezeichnet in der ontologischen Philosophie einen Modus der Zeit.

## Griechische Antike
Aristoteles verstand unter Beharrlichkeit den Zustand von Dingen, die sich entweder nicht oder regelmäßig – d. h. nicht zufällig – ändern.

## Erkenntnistheorie
Im erkenntnistheoretischen Kontext ist Beharrlichkeit nach Immanuel Kant ein Modus der Zeit, durch den das Schema der Kategorie der Substanz zu bilden ist. „Das Schema der Substanz“, so sagt Kant in seiner Kritik der reinen Vernunft, „ist die Beharrlichkeit des Realen in der Zeit, das ist die Vorstellung desselben, als eines Substratum der empirischen Zeitbestimmung überhaupt, welches also bleibt, indem alles andere wechselt.“ Etwas später definiert Kant Beharrlichkeit als „ein Dasein zu aller Zeit“.